# Шестдесет и седми пехотен полк
Шестдесет и седми пехотен полк е български пехотен полк, формиран през 1913 година и взел участие в Междусъюзническата (1913), Първата (1915 – 1918) и Втората световна война (1941 – 1945).

## Формиране
Полкът е формиран в Сяр на 8 март 1913 г. съгласно заповед по Сярската бригада от 1-ва дружина от 14-и пехотен македонски полк, на основание предписание на Македонското военно губернаторство от 6 март 1913 година. Наименованието, което получава е Първи пехотен полк от Сярската бригада. На 25 май същата година, съгласно заповед №132 по 11-а пехотна сборна дивизия получава наименованието Шестдесет и седми пехотен полк.

## Междусъюзническа война (1913)
Полкът участва в Междусъюзническата война (1913), на 15 август 1913 полкът се намира в Татар Пазарджик, където е демобилизиран и разформиран. Срочнослужещите долни чинове се превеждат в 10-и артилерийски полк към Сборната дружина гр. Разлог, за формирането на дивизионния лазарет при 10-а пехотна беломорска дивизия.

## Първа световна война (1915 – 1918)
По време на Първата световна война (1915 – 1918) на 5 ноември 1916 година в Скопие към Планинската дивизия се формира Трети планински пехотен полк. Състои се от две дружини. През януари 1918 година е преименуван на Шестдесет и седми пехотен полк. Взема участие във войната. Получава задачи да да обезоръжи албанското население в Чилянска околия и при потушаването на разбунтуваното сръбско население в Моравска област, с които полкът се справя. През януари 1918 г. полкът е преименуван на Шестдесет и седми пехотен полк, през октомври 1918 се завръща в Кюстендил и се демобилизира. Разформирован е на 6 юни 1919 г. в Белоградчик.

## Втора световна война (1941 – 1945)
По време на Втората световна война (1941 – 1945) на 18 ноември 1941 година полкът е отново формиран в Кюстендил, на основание заповед на командира на 13-и пехотен рилски полк, подчинен е на 16-а пехтона дивизия и се установява на гарнизон в Шапхане, Дедеагачко. Части от полка се изпращат за усилване на 21-ви граничен участък при с. Дервент. На 24 май 1942 г. полкът се завръща през с. Чорбаджийско в Кюстендил. На 31 май същата година е демобилизиран и разформирован. На 10 март 1943 година отново е формиран, този път под името Шестдесет и седми пехотен охранителен полк. Щабът и домакинството на полка се установяват в Кюстендил, 2-ра дружина-в Горна Джумая, 3-та дружина-в Дупница. Влиза в състава на 27-а пехотна дивизия (1-ви окупационен корпус) и се установява на гарнизон в Лесковац. От април 1943 г. е на гарнизон в гр. Лесковац. Заема постовете по жп линията Куршумлии-Долевац.  Разформиран е на 20 декември 1943 година в Костендил.

## Командири
Званията са към датата на заемане на длъжността.
| № | звание       | име          | дати                 |
| - | ------------ | ------------ | -------------------- |
|   | Подполковник | Петър Цанев  | Първа световна война |
|   | Подполковник | Борис Белчев | 1942 – 1943          |
|   | Полковник    | Борис Митров | 1944 – 1945?         |

## Наименования
През годините полкът носи различни имена според претърпените реорганизации:
- Първи пехотен полк от Сярската бригада (8 март 1913 – 25 май 1913)
- Шестдесет и седми пехотен полк (25 май 1913 – 15 август 1913)
- Трети планински пехотен полк (5 ноември 1916 – януари 1918)
- Шестдесет и седми пехотен полк (януари 1918 – октомври 1919, 18 ноември 1941 – 1 юни 1942)
- Шестдесет и седми пехотен охранителен полк (10 март 1943 – 20 декември 1943)